# Colossal Biosciences
Colossal Biosciences est une société de biotechnologie et de génie génétique qui dit travailler à « ressusciter » génétiquement des espèces disparues, telles que le mammouth laineux, le tigre de Tasmanie et le Dodo,,,,,. Elle prétend pouvoir obtenir les premiers petits hybrides de mammouth laineux d'ici 2027 et ambitionne de les « réintroduire » dans l'habitat de la toundra arctique pour « restaurer » les prairies steppiques de mammouth et lutter contre le changement climatique. Les éléphants d'Asie en voie de disparition auraient des traits de mammouth, et seraient donc utilisés à cette fin comme base. De même, elle dit prévoir de lancer un projet de recherche sur le thylacine pour réintroduire des bébés tigres de Tasmanie dans leur habitat d'origine après une période d'observation en captivité. Son objectif premier est de ramener à la vie des animaux faisant partie de la mégafaune charismatique (en) et dont la disparition a laissé une trace dans la conscience humaine.
La société développe le génie génétique et les technologies de reproduction pour la biologie de la conservation. Elle a été fondée en 2021 par George Church (ancien généticien à la Harvard Medical School et au projet « Revive & Restore ») et Ben Lamm (en).

## l'entreprise

### Fondation
Lors d’un entretien accordé en 2008 au The New York Times, George Church a pour la première fois exprimé son intérêt pour l’ingénierie d’un hybride éléphant d’Asie–mammouth, en séquençant le génome du mammouth laineux. En 2012, Church a fait partie de l’équipe qui a mis au point l’outil d’édition génétique CRISPR-Cas9, ouvrant ainsi la possibilité de modifier le code génétique afin de créer le « mammophant » envisagé. En 2013, Church a donné une conférence à la National Geographic Society, au cours de laquelle il a présenté le concept de Colossal.
En 2015, Church et son équipe de généticiens ont utilisé CRISPR pour intégrer des gènes de mammouth dans le génome d’un éléphant d’Asie. La même année, son laboratoire a intégré des gènes de mammouth dans l’ADN de cellules de peau d’éléphant ; les chercheurs se sont concentrés sur 60 gènes considérés comme essentiels aux traits distinctifs du mammouth, tels qu’un crâne très bombé, la capacité de retenir l’oxygène à basse température et la présence de tissus adipeux,. En 2017, le laboratoire de Church a annoncé avoir réussi à ajouter 45 gènes au génome d’un éléphant d’Asie.
En 2019, Ben Lamm, un entrepreneur en série, a contacté Church afin de le rencontrer dans son laboratoire de Boston. Lamm avait été intrigué par les articles de presse relatant l’idée de désextinction défendue par Church.

### Lancement
Colossal a été officiellement lancée le 13 septembre 2021,,,. Le lancement comprenait une levée de fonds d’amorçage de 15 millions de dollars, menée par Thomas Tull, Tim Draper, Tony Robbins, Winklevoss Capital Management, Breyer Capital et Richard Garriott,,. Outre la désextinction du mammouth laineux, Colossal, en partenariat avec le Dr Paul Ling du Baylor College of Medicine, espère synthétiser le herpèsvirus endothéliotropique de l’éléphant, un virus qui infecte et tue de nombreux jeunes éléphants d’Asie,.
Colossal a également affirmé que la mission de l’entreprise était de préserver les animaux menacés grâce aux technologies d’édition génétique et d’utiliser ces mêmes animaux pour remodeler les écosystèmes afin de lutter contre la perte de biodiversité.
En janvier 2025, l’entreprise a obtenu un financement de série C de 200 millions de dollars, portant sa valorisation totale à 10,2 milliards de dollars et faisant d’elle le premier décacorne du Texas. Avec ce nouveau financement, Colossal a annoncé son intention d’étendre ses travaux sur les utérus artificiels et sur la désextinction d’espèces. En janvier 2025, Colossal avait levé un total de 435 millions de dollars depuis sa fondation,,, dont des investissements de célébrités du show-business comme Paris Hilton ou Peter Jackson.

## Projets

### «Résurrection» du Mammouth laineux
Parce que le Mammouth laineux et l'Éléphant d'Asie partagent 99,6 % de leur génome, Colossal vise à développer une espèce proxy[pas clair] en échangeant suffisamment de gènes clés de mammouth dans le génome de l'éléphant d'Asie. Les principaux traits physiques du mammouth comprennent : une couche de graisse isolante de 10 cm, cinq types différents de poils hirsutes et des oreilles plus petites pour réduire l'exposition au froid.
Le laboratoire de Colossal associera CRISPR/Cas9 à d'autres enzymes d'édition d'ADN, telles que les intégrases, les recombinases et les désaminases, pour épisser les gènes du mammouth laineux dans l'éléphant d'Asie. La société prévoit de séquencer des échantillons d'éléphants et de mammouths afin d'identifier les gènes clés des deux espèces et de chercher la diversification des individus. Ce faisant, Colossal espère empêcher toute mutation indésirable au sein du troupeau hybride.
La société prévoit d'utiliser des éléphants d'Afrique et surtout d'Asie comme substituts potentiels et prévoit en grande partie de développer des utérus d'éléphant artificiels doublés de tissu utérin comme voie parallèle à la gestation,,. Des scientifiques de Colossal prévoient de créer ces embryons en prélevant des cellules cutanées d'éléphants d'Asie et en les reprogrammant en cellules souches pluripotentes induites qui portent l'ADN de mammouth,. Lamm a déclaré que Colossal utilisera à la fois des cellules souches pluripotentes induites ainsi que le transfert nucléaire de cellules somatiques dans le processus.
En mars 2025, Colossal Biosciences annonce l'obtention de « souris laineuses » par l'édition de gènes responsables de la texture, de la longueur, de la densité et de la couleur des poils, à l'aide d'ADN de mammouth extrait de fragments de peau, d'os et de poils conservés depuis des millénaires.

### «Résurrection» du Loup sinistre
En avril 2025, Colossal Biosciences annonce avoir ressuscité le loup géant préhistorique Canis dirus (Loup sinistre) par clonage et édition génomique, donnant naissance à trois louveteaux génétiquement modifiés : Romulus et Rémus, deux mâles âgés de six mois, et Khaleesi, une femelle âgée de deux mois. Les chercheurs ont analysé le génome du Loup sinistre, extrait de deux échantillons anciens : une dent vieille de 13 000 ans et un osselet vieux de 72 000 ans. Après avoir comparé le génome de loups gris et de loups sinistres afin d'identifier les différences génétiques responsables des traits distinctifs de l'espèce éteinte, Colossal Biosciences a modifié le code génétique du Loup gris afin de reproduire - très superficiellement - ces traits. Des chiennes domestiques ont servi de mères porteuses pour les louveteaux,,. L'entreprise affirme que ces modifications génétiques mineures ont permis de ressusciter l'espèce du Loup sinistre, bien qu'« aucun ADN de loup sinistre ancien n'ait été intégré au génome du Loup gris ».
Ce travail a été globalement moins invasif qu'un clonage classique. Des cellules progénitrices endothéliales (en) ont d'abord été isolées à partir d'échantillons de sang de loup gris, puis quatorze gènes-clés du noyau ont été réécrits pour exprimer vingt traits censés représenter le phénotype du Loup sinistre (20 changements opérés sur 14 loci, soit 12 million de paires de bases - sur un total de deux milliards, donc bien moins d'1%). Quarante-cinq ovules génétiquement modifiés ont ainsi été produits, puis développés en embryons et insérés dans l'utérus de deux mères porteuses croisées. Un embryon s'est bien implanté chez chaque mère porteuse, et Romulus et Remus sont nés par césarienne en octobre 2024 après soixante-cinq jours de gestation. Le processus a été répété avec une troisième mère porteuse, qui a donné naissance à Khaleesi,,. 
En juin 2025, Romulus et Remus pèsent environ 40 kg, soit environ 20 % de plus qu'un loup gris standard du même âge, et Khaleesi pèse environ 40 kg. Ils vivent dans une réserve écologique de 800 hectares entourée d'un haut mur. 
De l'aveu même des scientifiques qui conseillent Colossal, « Il n'y a aucune chance que le loup sinistre ait jamais ressemblé à ça », et certaines modifications comme le pelage blanc avaient pour principal but d'impressionner les médias et de rapprocher les animaux obtenus de ceux qu'on voit dans la série Game of Thrones. 
Le qualificatif de « résurrection » et l'attribution de ces trois individus à l'espèce prétendument ressuscitée sont cependant contestés : la manipulation génétique n'a porté que sur 14 gènes alors que C. dirus et C. lupus, dont le dernier ancêtre commun remonte à six millions d'années (et qui n'appartiennement probablement même pas au même genre), diffèrent par une dizaine de millions de paires de base.

### Autres espèces envisagées
La firme déclare s'intéresser à plusieurs autres célèbres espèces disparues, comme le dodo (Raphus cucullatus),le loup de Tasmanie (Thylacinus cynocephalus) ou encore les Moas géants de Nouvelle-Zélande.
Elle déclare aussi vouloir aider à protéger des espèces pas encore disparues mais gravement menacées, toutefois aucun programme tangible n'est affiché concernant cette démarche.

## Accueil
L'accueil des déclarations de Colossal a été assez favorable dans le milieu du business. En 2022, Colossal a été répertorié comme l'un des pionniers technologiques du Forum économique mondial et a été nommé Innovation génomique de l'année par les BioTech Breakthrough Awards,.
Toutefois, la communauté scientifique se montre très dubitative sur l'ambition de la firme, surtout par rapport à ses résultats finalement assez éloignés des déclarations (production d'animaux porteur d'une poignée de gènes artificiels leur conférant des ressemblances très superficielles avec des représentations fictionnelles d'animaux disparus). « Je ne crois pas qu'ils aient dé-éteint quoi que ce soit », avance  Jeanne Loring, professeure de biologie cellulaire au Scripps Research Institute. Selon le généticien Stephan Riesenberg, « On est encore loin de la fabrication d'un mammouth ou même d'une "souris mammouth". [...] Apporter huit modifications au génome d'un organisme, comme l'a fait l'équipe de Colossal, est aujourd'hui une pratique assez courante dans le domaine du génie génétique ». Et même apporter des modifications massives au génome d'un animal actuel « ne vous rapprocherait pas de la fabrication d'un mammouth ».
Plusieurs scientifiques ayant exprimé publiquement leurs doutes quant à la validité du travail de Colossal Biosciences affirment avoir par la suite été ciblés par des campagnes de harcèlement ou de dénigrement en ligne.